# Sebastian Faulks
Sebastian Charles Faulks (in Newbury, 20 april 1953) is een Engels journalist en schrijver.

## Leven en werk
Faulks is de zoon van een rechter en studeerde geschiedenis aan de Universiteit van Cambridge, en vervolgens kunstgeschiedenis. In 1975 begon hij te werken als leraar Frans aan de Internationale school te Londen, om in 1979 over te stappen naar de journalistiek. In 1986 werd hij feuilletonschrijver bij dagblad The Independent. Faulks werkte ook een tijdje voor de BBC-radio. Hij is getrouwd met zijn voormalige secretaresse Veronica Youlton en heeft drie kinderen.
Vanaf eind jaren tachtig legt Faulks zich vooral toe op het schrijverschap. Hij is vooral bekend als auteur van diverse bestsellers, veelal liefdesromans, zich afspelend op het toneel van de moderne geschiedenis. Het thema conflict staat op een of andere wijze altijd centraal, psychisch maar bijvoorbeeld ook op het slagveld, steeds benaderd vanuit sterk contrasterende personen en situaties. Faulks’ bekendste werken zijn Birdsong (1993, in 2012 verfilmd) en Charlotte Gray (1998, in 2002 verfilmd). In 2008 schreef hij de Bond-roman Devil May Care dat eveneens de basis zal zijn voor de 24e Bond-film die eind oktober 2015 wordt verwacht.
Faulks geniet grote populariteit in Groot-Brittannië. Hij werd meermaals onderscheiden, onder meer met de Orde van het Britse Rijk.

### Romans
- A Trick of the Light, Bodley Head, London 1984
- The Girl at the Lion d'Or, Hutchinson, London 1989
- A Fool's Alphabet, Hutchinson, London 1992
- Birdsong, Hutchinson, London 1993; Nederlands: Het lied van de loopgraven
- Charlotte Gray, Hutchinson, London 1998; Nederlands: Charlotte Gray
- On Green Dolphin Street, Hutchinson, London 2001; Nederlands: De tijd van haar leven
- Human traces, Hutchinson, London 2005
- Engleby, Hutchinson, London 2007; Nederlands: Engleby
- Devil May Care, Penguin, London 2008; Nederlands: Devil May Care

### Non-fictie
- The Fatal Englishman: Three Short Lives, Hutchinson, London 1996

## Weblinks
- Sebastian Faulks Biografie, jrank.org

- Bibsys: 90772372
- Biblioteca Nacional de España: XX1633233
- Bibliothèque nationale de France: cb12531877z (data)
- CiNii: DA09945166
- Digitale Bibliotheek voor de Nederlandse Letteren: faul003
- Gemeinsame Normdatei: 115588973
- International Standard Name Identifier: 0000 0001 1496 7616
- Library of Congress Control Number: n84189782
- Nationale Bibliotheek van Letland: 000057404
- Bibliotheek van het Japanse parlement: 00886215
- Nationale Bibliotheek van Tsjechië: jn19990002184
- Nationale bibliotheek van Australië: 35170145
- Nationale Bibliotheek van Israël: 987007313201505171
- Nationale en Universitaire bibliotheek Zagreb: 000479017
- Nederlandse Thesaurus van Auteursnamen: 074416499
- Réseau des bibliothèques de Suisse occidentale: 02-A003233272
- Istituto Centrale per il Catalogo Unico: RAVV094608
- SNAC: w6hk0g21
- Système universitaire de documentation: 034576886
- Trove: 850435
- Virtual International Authority File: 106994448
- WorldCat: E39PBJmtvyDyRWGjHjDWhqT4MP